# Panorama (foto)
 Der er for få eller ingen kildehenvisninger i denne artikel, hvilket er et problem. Du kan hjælpe ved at angive troværdige kilder til de påstande, som fremføres i artiklen.

 For alternative betydninger, se Panorama. (Se også artikler, som begynder med Panorama)
Panorama (panoramafotografering) er en fototeknik, hvor man tager flere billeder og sætter dem sammen side ved side for at se et større udsnit (på engelsk: FOV = Field of view). Panoramafotografiet kan ses på et billede - ligesom man ser det på f.eks en silhouet skyline fra New York City. Panorama kan også ses interaktivt på en hjemmeside (360 graders panoramafotografering). Sidstnævnte er spændende hvis man gerne vil vise en virksomhed eller attraktion. Det er ligesom at være der selv.
Google bruger teknologien i deres Google Streetview. Her foregår navigation mellem billeder med pil som man klikker på. Google har også lanceret en version specielt til virksomheder - Google Business View. Her kan man bevæge sig rundt i virksomheden og lade sig inspirere.
Der er andre alternativer hvor panoramaet er 360ºx180º og navigeringen er mere flydende. Her kan man fototeknisk fjerne billedet af stativet som kameraet står på (nadir shot). På den måde øges illusionen af at svæve i lokalet og se sig omkring.

## Hvilket kamera skal man bruge?
Alle kameraer kan bruges til at tage panoramafotografier med, men med kortere brændvidder (mere vidvinkel) bliver antallet af billeder der skal sættes sammen færre. Med et fiskeøjeobjektiv med en brændvidde på 8mm skal der ca fire billeder til for at få hele horisonten med. Med et alm. point-and-shoot kamera skal der måske 12 billeder til det samme. Kameraet skal stå på et stativ for at få den bedste kvalitet.
De fleste smartphones i dag kan lave panoramabilleder ved at man bevæger sig roligt rundt.

## Hvordan sættes billederne sammen?
Hvis man bruger et almindeligt kamera skal man bruge et program til at at sætte billederne sammen (som på engelsk kaldes "stitching"). Hvis man laver en 360x180º panorama vil man have et billede der er genkendeligt, men top og bund er forvrænget. Hvis man sætter dette panorama ind i et specielt program vil programmet dele billedet op i mindre bidder og præsentere det som før beskrevet.